# Капивари-ду-Сул
Капивари-ду-Сул (порт. Capivari do Sul) — муниципалитет в Бразилии. входит в штат Риу-Гранди-ду-Сул. Является составной частью мезорегиона Агломерация Порту-Алегри. Входит в экономико-статистический микрорегион Озориу, который входит в Агломерация Порту-Алегри.
По данным Бразильского института географии и статистики, население муниципалитета в 2022 году составляло 3991 человек, плотность населения — 9,67 чел./км². Площадь муниципалитета составляет 412,889 км².

## История
Капивари на языке коренных народов означает капибара. Такое название муниципалитет получил из-за того, что на берегах реки Капивари  жило много капибар. Уточнение «ду-Сул» было добавлено к названию, чтобы отличить его от другого бразильского муниципалитета Капивари-ди-Байшу.

## География
Рельеф представлен равнинами высотой 14 метров над уровнем моря. Преобладающий климат ─ субтропический. Для южного региона характерны четыре чётко выраженных сезона. Местная растительность невысокая, на полях растут инжир, бамбук обыкновенный, мастиковые деревья, мелия ацедарах.
Муниципалитет омывается водами лагуны Паломас, водно-болотных угодий Нуньес и реки Капивари.

## Экономика
- Валовой внутренний продукт на 2003 год составляет 90.256.610,00 реалов (данные: Бразильский институт географии и статистики).
- Валовой внутренний продукт на душу населения в 2020 году составил 55 424,83 реала[1].
- Индекс развития человеческого потенциала на 2010 год составил 0,7666[1].